# Francisco Arce
Francisco Javier Arce Rolón, född 2 april 1971 i Paraguarí, är en paraguayansk fotbollstränare och före detta spelare.